# ليام يوللي
ليام يوللي (بالإنجليزية: Liam Youlley)‏ (20 فبراير 1997 بأستراليا - ) هو لاعب كرة قدم أسترالي في مركز الوسط. شارك مع منتخب أستراليا تحت 20 سنة لكرة القدم. أما مع النوادي، فقد لعب مع FFA Centre of Excellence ‏.

## وصلات خارجية
- ليام يوللي على موقع قاعدة بيانات كرة القدم.إي يو (الإنجليزية)
- ليام يوللي على موقع Soccerway.com (الإنجليزية)